# Rozgonyi György (országnagy)
Rozgonyi György († 1457/58) országnagy.

## Élete
Rozgonyi Simon országbíró fia a semptei ágból. 1425-1450 között Pozsony vármegye főispánja és várnagya, emellett 1429 és 1445 között nyitrai, 1430 és 1439 között Komárom vármegyei főispán. 1430–1431-ben testvérével, Istvánnal Zsigmond király pozsonyi palotája építkezésének felügyelője. 1437-ben máramarosi, 1437 és 1445 között szepesi ispán. 1437. november 26-án – Zsigmond parancsára – elfogta Cillei Borbála magyar királyné kincsekkel megrakott, nyugatra tartó szekereit; 1439-ben nagyszombati kapitány, 1441 és 1446 júniusa között országbíró, 1444–1445 között zempléni és abaúji ispán, 1445-ben a hét főkapitány egyike. 1446-ban az egri püspökség kormányzója, majd 1450 és 1454 között országnagy.